# Hammer Odde
Hammer Odde är en udde på Bornholm i Danmark, 1,5 kilometer norr om Sandvig. Den är den nordligaste punkten på Bornholm. 